# Danicopan
Danicopan ist ein Arzneistoff aus der Gruppe der Komplementinhibitoren. Unter dem Namen Voydeya (Hersteller: Alexion) wurde er 2024 in Japan, USA und der EU zur Behandlung der paroxysmalen nächtlichen Hämoglobinurie (PNH) zugelassen. Der Wirkstoff gehört zu den Faktor-D-Inhibitoren und wird oral angewendet (eingenommen). Er wird zusätzlich zu einer Standardtherapie mit einem Hemmstoff der Komplementkomponente C5 (C5-Hemmer:  Ravulizumab, Eculizumab) gegeben.
Die Zulassung beruht auf den Ergebnissen der Phase-3-Studie ALPHA.

## Eigenschaften
Danicopan ist ein weißes bis gelbliches Pulver und unlöslich in Wasser und Ethanol. Es ist löslich in Dimethylsulfoxid (DMSO).

## Wirkungsmechanismus
Danicopan bindet an den Komplementfaktor D und hemmt seine Spaltung. In der Folge wird die Faktor-D-vermittelte Signalübertragung und Aktivierung des alternativen Komplementwegs (alternative complement pathway, ACP) unterdrückt, wodurch die Faktor-D-vermittelte Hämolyse bei PNH gehemmt und ACP-induzierte Gewebeschäden verhindert werden.

## Sonstiges
Danicopan wurde im Januar 2024 in Japan zur Behandlung der paroxysmalen nächtlichen Hämoglobinurie (PNH) zugelassen und im März 2024 in den USA. Im April 2024 erfolgte die EU-Zulassung von Danicopan als Add-on zu Ravulizumab oder Eculizumab für die Behandlung von Erwachsenen mit PNH mit resthämolytischer Anämie.
Danicopan ist als Arzneimittel für seltene Krankheiten eingestuft.